# Camden (borough)
Pronunciação

Localização do borough de Camden na Região de Londres

Camden é um borough da Região de Londres, na Inglaterra.

## História

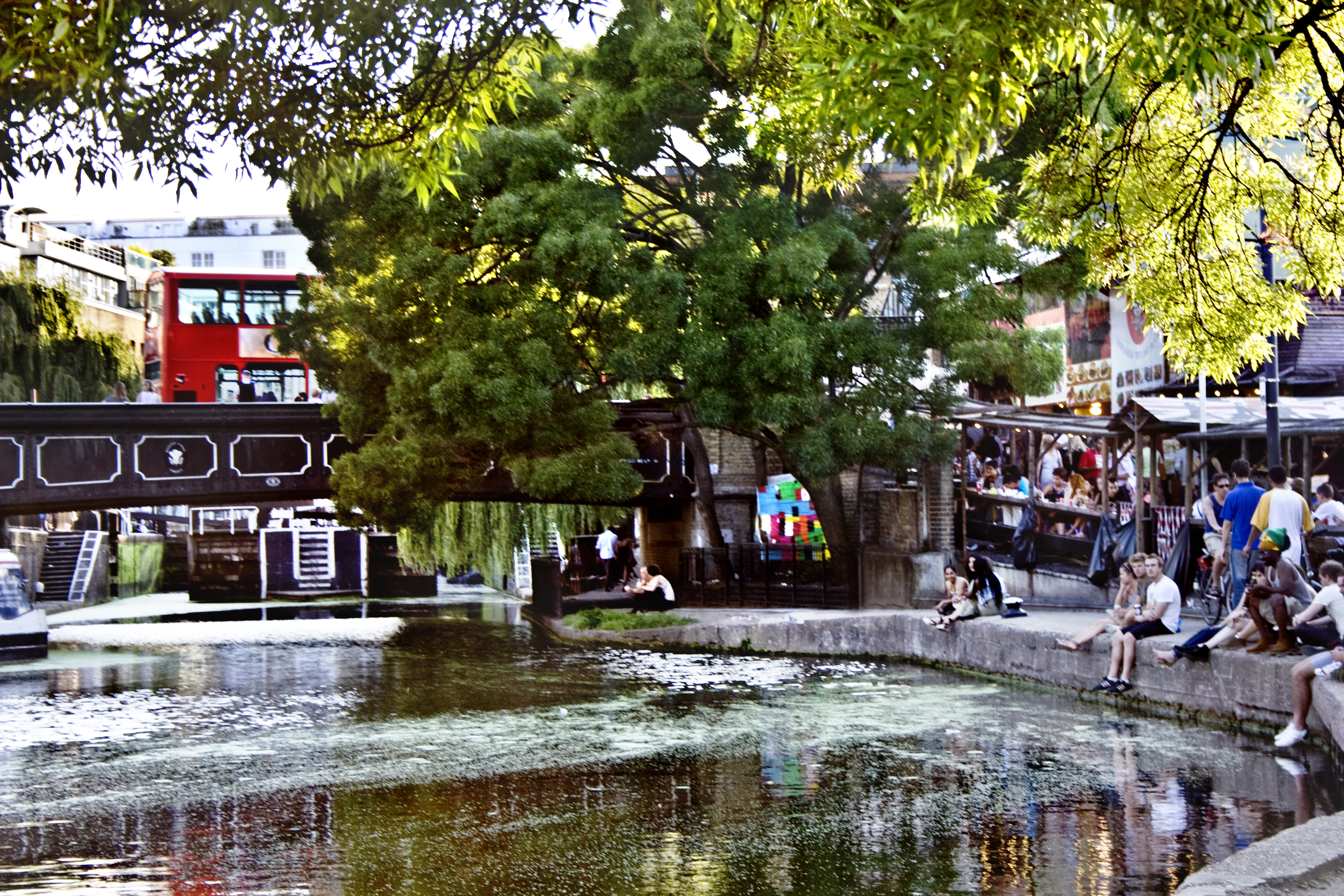
Camden Town market (2011)

Camden foi criado em 1965 com a junção dos antigos boroughs de Hampstead, Holborn, e St Pancras (que antigamente formavam o County of London). Ganhou este nome por causa de Camden Town, uma área localizada dentro do borough de Camden.

## Distritos de Camden
Os distritos de Camden são:
- Belsize Park
- Bloomsbury
- Brondesbury (compartilhado com o borough de Brent)
- Camden Town
- Chalk Farm
- Covent Garden (compartilhado com Cidade de Westminster)
- Cricklewood
- Dartmouth Park
- Fitzrovia (compartilhado com Cidade de Westminster)
- Fortune Green
- Frognal
- Gospel Oak
- Hampstead Town
- Haverstock
- Highgate (compartilhado com os boroughs de Islington e de Haringey)
- Holborn
- Kentish Town
- Kilburn (compartilhado com o borough de Brent)
- King's Cross
- Peckwater Estate
- Primrose Hill
- Regent's Park Estate
- Saffron Hill
- St. Giles
- St Pancras
- Somers Town
- South Hampstead
- Swiss Cottage
- Tufnell Park (compartilhado com o borough de Islington)
- West End de Londres (compartilhado com Cidade de Westminster)
- West Hampstead

## Pontos de interesse
Parte do Regent's Park se localiza em Camden. Camden possui algumas áreas verdes bem conhecidas como Hampstead Health e Russel Square. Vários teatros como Bloomsbury Theatre, Shaftesbury Theatre e o Dominion Theatre e a escola de artes, The Drama Centre, além da casa de espetáculos, Roundhouse.
Alguns museus presentes na área são: o Jewish Museum (ou Museu Judeu), Foundling Museum, Freud Museum, Sir John Soane's Museum conhecido também como The Soane Museum (um museu de arquitetura) e o Charles Dickens Museum.
Na área de Bloomsbury se situa a Royal Academy of Dramatic Art (RADA) e Universidade de Londres e o Museu Britânico (ou British Museum).
A cantora inglesa Amy Winehouse morava em Camden, em Prowse Place, onde faleceu em 23 de julho de 2011, às 16 horas.

## Política
A prefeitura de Camden localiza-se perto da área de King's Cross. O conselho foi administrado pelo Partido Trabalhista de 1971 até 2006, quando os liberais democratas tornaram-se o partido mais expressivo.